# Quatuor à cordes no 2 de Borodine
Pour les articles homonymes, voir Quatuor à cordes no 2.
Le Quatuor à cordes no 2 en ré majeur est le plus connu des deux quatuors à cordes composés par Alexandre Borodine grâce au troisième mouvement lent « notturno » qui assura sa renommée. Il est créé le 9 mars 1882 à Saint-Pétersbourg par le quatuor-résident de la société russe de musique avec le violoniste Nicolas Galkine.

## Structure
1. Allegro moderato : le thème principal est exposé par le violoncelle puis repris au premier violon.
2. Scherzo (en fa majeur) : premier thème dansant suivi d'un air de valse
3. Andante (en la majeur) : le Notturno (nocturne) est exposé « cantabile ed expressivo » sur un premier thème au violoncelle puis un deuxième thème sur une gamme montante en doubles croches d'un ambitus de deux octaves est joué par le premier violon, dans un climat orientalisant aux parfums enivrants.
4. Finale : un andante sur une reprise du thème du notturno précède un vivace en forme de mouvement perpétuel virtuose.

## Discographie
- Enregistrements comportant les deux quatuors à cordes
  - Quatuor Borodine (membres d'origine), Melodiya, Chandos, 1958, 1965
  - Quatuor Chostakovich, Olympia, Regis, alto records, 1977, 1978
  - Quatuor Borodine, EMI Classics, 1980
  - Quatuor Fitzwilliam, Decca, 1982
  - Quatuor Stamitz, Alphée, 1991
  - Quatuor Haydn, Naxos, 1993
  - Quatuor de Bruxelles, Ricercar, 1995
  - Quatuor de Saint-Pétersbourg, Sony Classical, Dorian, Intergroove classics, 1995
  - Russian String Quartet, Arte Nova, 1996
  - The Lindsays, ASV, 2003
  - Quatuor de Moscou, Finer Arts Records, Brilliant Classics, 2006

- Enregistrements isolés du second quatuor à cordes
  - Quartetto Italiano, 1968 (couplé avec le quatuor américain de Dvorak)

## Source
- François-René Tranchefort (dir.), Guide de la musique de chambre, Paris, Fayard, coll. « Les Indispensables de la musique », 1987, 995 p. (ISBN 2-213-02403-0, OCLC 21318922, BNF 35064530), p. 145.